# Plewki (województwo podlaskie)
Plewki – wieś w Polsce położona w województwie podlaskim, w powiecie wysokomazowieckim, w gminie Szepietowo. Niewielka wieś o charakterze rolniczym.
W latach 1975–1998 miejscowość położona była w województwie łomżyńskim.
Wierni kościoła rzymskokatolickiego należą do parafii św. Apostołów Piotra i Pawła w Wysokiem Mazowieckiem.

## Historia
W roku 1827 we wsi 13 domów i 74 mieszkańców.
W 1886 nomenklatura Plewki częścią folwarku Szepietowo. Pod koniec wieku XIX wieś drobnoszlachecka w powiecie mazowieckim, Gmina Wysokie Mazowieckie, parafia Dąbrowa Wielka.
W 1921 r. wieś w Gminie Wysokie Mazowieckie. Naliczono tu 11 budynków z przeznaczeniem mieszkalnym oraz 89 mieszkańców (48 mężczyzn i 41 kobiet). Narodowość polską podało 87 osób, a 2 inną.

## Obiektyzabytkowe
- krzyż przydrożny z roku 1904[11]

## Położenie i dojazd
Wieś w odległości ok. 2,5 km na północ od siedziby gminy - Szepietowa i ok. 4 km od miasta powiatowego Wysokie Mazowieckie.
Dojazd drogą krajową nr 66. Około 2 km od centrum wsi znajduje się przystanek kolejowy Szepietowo-Stacja.